# Chaplain to the Speaker of the House of Commons
Der Chaplain to the Speaker of the House of Commons, auch bekannt als Speaker’s Chaplain, ist ein Amt der Kirche von England. Im Deutschen wird diese Bezeichnung mit „Kaplan des Sprechers“ wiedergegeben. Der jeweilige Amtsträger dient als Kaplan für den Sprecher des Unterhauses und Mitglieder des Parlamentes. Der aktuelle Amtsinhaber und damit 81. Träger des Titels ist Mark Birch.

## Das Amt
Das Amt des Kaplan des Sprechers wird seit Jahrhunderten als Teil der Mitarbeiter des Sprechers angesehen, obwohl die Rolle auch generell als „Kaplan des Unterhauses“ bezeichnet wurde. Der Kaplan wird nach Angaben der Kirche von England vom Sprecher selbst ernannt. Teilweise wird in der Literatur abweichend von einer Ernennung durch die Krone gesprochen.
Ein Gegenstück im House of Lords existiert nicht, dort wird die spirituelle und pastorale Betreuung der Mitglieder durch die Lords Spiritual übernommen.

## Geschichte
Einige Historiker gehen davon aus, dass es bereits religiöse Handlungen im Parlament gegeben haben soll seitdem es bestanden hat. Jedoch gab es wohl keinen Priester, der dauerhaft dem Parlament zugeordnet war, insbesondere da auch das Parlament nicht einmal jedes Jahr zusammentraf. Die Unterlagen des Parlamentes sprechen dafür, dass es ab 1558 üblich wurde, jeden Tag Gebete im Parlament zu sprechen. Zum Teil sollen die Gebete aber in der Anfangszeit des Protestantismus in England vom Sprecher des Unterhauses selbst verlesen worden sein.
Die erste Person, die offiziell zum Kaplan des Sprechers ernannt worden ist, war 1660 Edward Voyce, wobei es bereits im Parlament unter Oliver Cromwell einen Priester gegeben haben soll, der Gebete gesprochen hat. Voyce war der einzige Kaplan, der vom ganzen Parlament ernannt worden ist. Zum Teil wird über die Zeit der Herrschaft Cromwells allerdings geschrieben, dass die Praxis der Gebete in der Parlamentskammer nicht ausgeübt wurde.
Erst ab 1835 wurde das Amt vergütet. Vor diesem Zeitpunkt galt die spätere Ernennung in ein höheres Kirchenamt als Vergütung. Diese Ernennung in höhere Kirchenämter folgt aber auch in moderner Zeit oft  dem Amt des Kaplans. Zudem war der Kaplan auch häufig Rektor von St Margaret’s Church, von 1972 bis 2010 auch durchgehend. Im Jahr 2010 konnten sich der Dekan von Westminister, John Hall und der damalige Sprecher John Bercow nicht auf einen gleichen Nachfolger für beide Ämter einigen, sodass die Ämter auseinanderfielen.

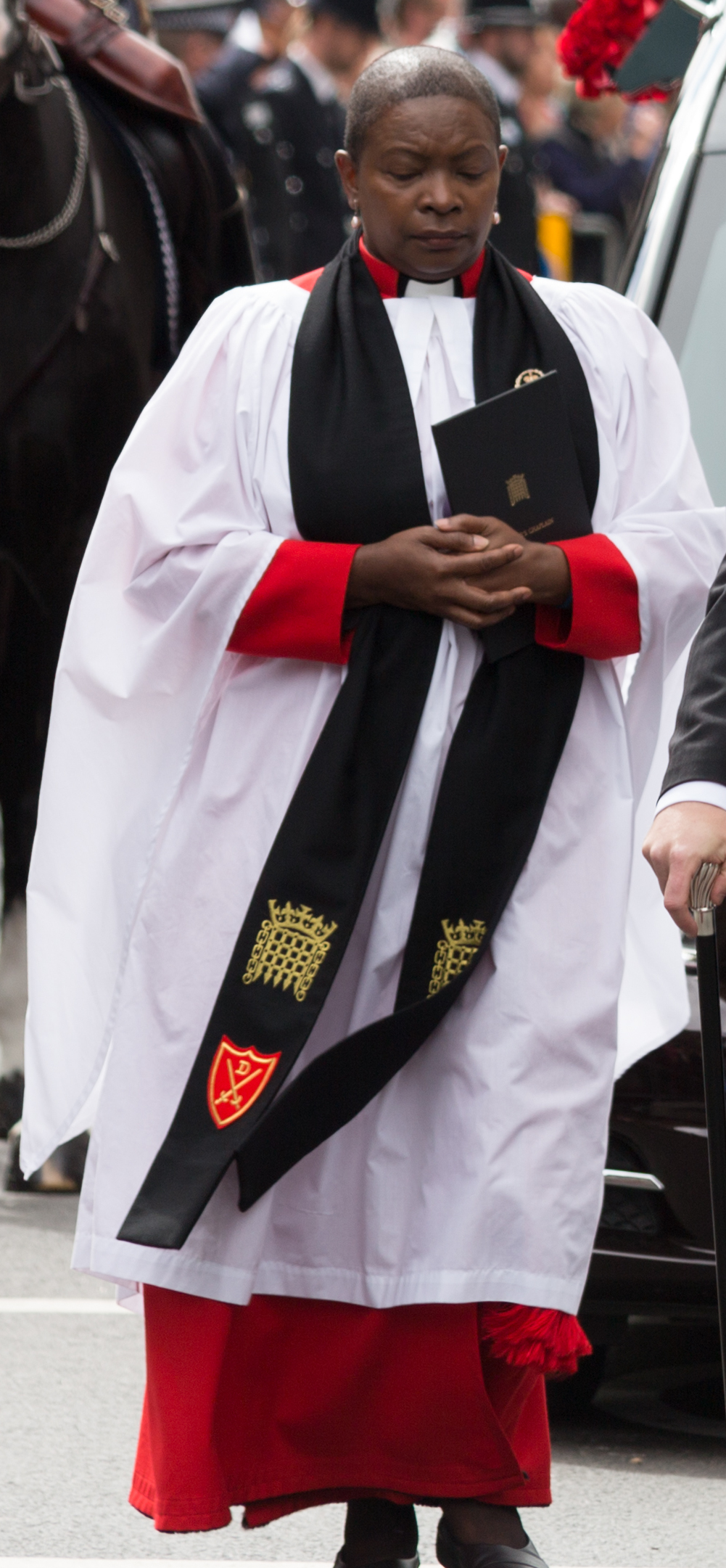
Rose Hudson-Wilkin, die erste weibliche Kaplanin.

Die erste Frau im Amt des Kaplan wurde 2010 Rose Hudson-Wilkin. Als ihr Vorgänger Robert Wright in den Ruhestand gegangen war, wurde laut eigenen Berichten an John Bercow, den damaligen Sprecher, das Anliegen angetragen, das Amt aufzugeben und nicht wiederzubesetzen. Bercow ist zwar nach eigener Angabe nicht gläubig, geschweige denn Anglikaner, er sei jedoch „stolz auf seine jüdischen Wurzeln“ und meinte, dass die morgendlichen Gebete beliebt seien und viele Parlamentarier die Gebete missen würden. Daher sei eine erneute Ernennung eines Amtsträgers für ihn sicher gewesen.
Aktueller Amtsinhaber ist seit dem 7. November 2024 Mark Birch.

## Aufgaben
Der Kaplan des Sprechers spricht, nachdem er gemeinsam mit dem Sprecher in den Saal gekommen ist, vor dem Beginn jeder Sitzung des House of Commons Gebete. Nach einem alten Witz unter Parlamentariern schaut der Kaplan auf die Abgeordneten und betet dabei für das Land. Im 19. Jahrhundert war es nach Berichten zudem üblich, dass an bestimmten Tagen, wie dem 30. Januar, dem 29. Mai und dem 5. November, statt des Kaplans ein anderer Geistlicher die Gebete spricht. Sofern der Kaplan nicht anwesend war, wurden die Gebete in vergangenen Jahrhunderten auch vom Sprecher selbst verlesen.
Die Gebete des Kaplans finden in der Kammer des Unterhauses statt. Dazu stehen die Mitglieder traditionell auf und drehen sich zu ihrer Bank um statt in die Mitte des Raums zu schauen – vermutlich führten die Mitglieder ursprünglich Schwerter und empfanden das Knien damit als unpraktisch. In den ersten Jahrhunderten waren diese Gebete verpflichtend, und der Nichtbesuch führte zu einem Ordnungsgeld, das an die Armen verteilt wurde. Grundsätzlich darf ein Abgeordneter den Sitz, den er bei den Gebeten innehatte, auch während der folgenden Debatte behalten.
Der Amtsinhaber feiert den wöchentlichen Gottesdienst in der Kapelle des Parlamentes, St. Mary Undercroft. Weitere pastorale Aufgaben sind die Beratung des Sprechers, der Mitglieder des Parlamentes und der Mitarbeiter des Parlamentes. Des Weiteren vollzieht der Kaplan Taufen und Eheschließungen für Mitglieder des Parlamentes und Mitarbeiter.

## Einschätzung und Kritik
Die Einschätzung der Arbeit des Kaplans sei wohl nach einem Bericht auch in Zeiten schwindender Religionszugehörigkeit positiv. Für die einen Parlamentarier sei der Kaplan eine spirituelle, unparteiische Beratung und für die anderen ein Zeichen des kulturellen Erbes des Landes.
Im Jahr 2020 kritisierte eine Gruppe von Mitgliedern des britischen Parlaments das Amt des Kaplans. Dieses Amt sei genuin christlich, obwohl nicht alle Parlamentarier, geschweige denn die Bevölkerung, dieser Religion angehören. Nicht einmal der Speaker sei unbedingt religiös; dennoch müsse er aus Gewohnheit diese Ernennung vornehmen. Weiter wurde kritisiert, dass das Amt im Jahr 2019 den Steuerzahler 30.515 Pfund kostete und dass Parlamentarier, die am Gebet teilnehmen, angesichts der knappen Sitzplätze im Sitzungssaal einen deutlichen Vorteil haben.
Ein Vorschlag der Gruppe ist, das Amt durch eine Gruppe von Personen verschiedener Religionen zu ersetzen.